# Vidar Bauer
Vidar Bauer (født 19. september 1954 i Grue, Norge, død 19. september 2024) var en norsk håndboldspiller og træner.
I det meste af sin karriere spillede han for Kolbotn Håndball. Han var den tredje ud af fem søskende, og i flere år spillede hans ældre bror, Runar Bauer, og hans yngre bror, Hans Edvard Bauer, på det samme hold.
Fra 1978 til 1985 spillede han i 153 internationale kampe for det norske landshold.
Vidar Bauer vandt den norske liga med Kolbotn i 1983 og 1984.
Bauer var æresmedlem af Kolbotn IL i 1985, og i 1999 blev han tildelt “Håndballstatuetten” af Norges håndboldforbund (NHF) på baggrund af hans bidrag til norsk håndbold.
Efter sin tilbagetrækning som spiller har Bauer været træner for en trække hold, både på senior-og junior-niveau.